# Тарасенко, Иван Иванович
Иван Иванович Тарасенко (1923—1943) — командир взвода 2-й стрелковой роты 130-го гвардейского стрелкового полка 44-й гвардейской стрелковой дивизии 6-го гвардейского стрелкового корпуса 1-й гвардейской армии Юго-Западного фронта, гвардии красноармеец. Герой Советского Союза.

## Биография
Родился 27 сентября 1923 года в селе Ивановка, ныне Новоукраинского района Кировоградской области Украины, в семье крестьянина. Украинец.
Окончил 6 классов. Вместе с семьёй переехал в город Магнитогорск. Работал токарем в вагонном депо на железнодорожной станции.
В Красной Армии и действующей армии в период Великой Отечественной войны с октября 1942 года. Стрелок 130-го гвардейского стрелкового полка гвардии красноармеец Иван Тарасенко в составе группы утром 15 января 1943 года, прорвав укреплённую оборону противника, ворвался в железнодорожный поселок Донской (ныне Красновка Тарасовского района Ростовской области). Закрепившись в 3 домах, бойцы в течение дня удерживали их, отбивая атаки гитлеровцев. Воины продолжали сражаться в подожженных немцами строениях. Погиб в этом бою.
Похоронен в братской могиле на станции Красновка.
Указом Президиума Верховного Совета СССР «О присвоении звания Героя Советского Союза начальствующему и рядовому составу Красной Армии» от 31 марта 1943 года за «образцовое выполнение боевых заданий командования на фронте борьбы с немецкими захватчиками и проявленные при этом отвагу и геройство» Ивану Ивановичу Тарасенко посмертно было присвоено звание Героя Советского Союза. Награждён орденом Ленина.

## Память
- У перрона станции Красновка установлен памятник 13-ти Героям.
- В Москве в Центральном музее Вооруженных Сил оборудован стенд «Тринадцать Героев Красновки».[2].
- В городе Карталы Челябинской области именем Героя названа улица и ГПТУ № 42.
- В городе Магнитогорск имя Ивана Тарасенко носит школа № 41[3]. Именем Героя названа улица в Железнодорожном посёлке города, на доме № 1 по улице Тарасенко установлена мемориальная доска[4]. Мемориальная доска также установлена на здании вагонного депо станции Магнитогорск, где Иван Тарасенко работал до войны[5].
- В селе Ивановка Ивану Тарасенко сооружён барельеф.